# 莫吉利夫卡 (日梅林卡區)
49°5′49″N 28°17′33″E / 49.09694°N 28.29250°E
莫吉利夫卡（烏克蘭語：Могилівка），是烏克蘭的村落，位於該國西南部文尼察州，由日梅林卡區負責管轄，始建於1423年，面積3.6平方公里，海拔高度244米，2001年人口1,423，人口密度每平方公里395.28人。